# Chwyt (literatura)
Chwyt (ros. prijom) – pojęcie z dziedziny literatury, łączy się z wypracowaną przez formalistów rosyjskich teorią literatury. Można je zdefiniować jako ujęcie stylistyczne lub kompozycyjne transformujące i organizujące materiał językowy i tematyczny w dziele. Wedle poglądów Wiktora Szkłowskiego chwyt to zabieg formalny, który polega na wydłużeniu i utrudnieniu czasu percepcji. Chwyt zakłóca więc rutynowy proces lektury, zmusza do zastanowienia, motywuje odbiór. Dzięki temu powstaje efekt udziwnienia, który wywołuje zakłócenia w rutynowym postrzeganiu rzeczywistości przedstawionej w dziele sztuki. W miejsce tradycyjnego rozróżnienia na treść i formę szkoła formalna proponowała podział na materiał – fakty, idee, opowieści; oraz chwyty – zasady estetyczne organizujące materiał, przekształcające je w utwór literacki. 